# Planpincieux-gletsjer
De Planpincieux-gletsjer (Frans: Glacier de Planpincieux, Italiaans: Ghiacciaio di Planpincieux) is een cirque- en hanggletsjer gesitueerd op de zuidflank van de Grandes Jorasses in het Mont Blancmassief. De gletsjer heeft een hellingshoek van 30°, een lengte van 2,45 km, een oppervlak van 1,32 km2 en bevindt zich op een hoogte tussen 2345 en 3660 m. In thermisch opzicht is het een zogeheten "warme" of "getemperde" gletsjer.
De gletjser bevindt zich boven het bergdorpje Planpincieux dat in de Val Ferret ligt, een zijdal van de Aostavallei. In de loop der jaren hebben zich verschillende ijslawines en glaciale stortvloeden voorgedaan waarbij het dorpje Planpincieux en omgeving gevaar liepen. De gletsjer, die sinds 2013 nauwgezet wordt geobserveerd, verplaatst zich met een snelheid van 30-50 cm per dag gedurende de zomermaanden.
In september 2019 werd een versnelling waargenomen in de beweging van de gletsjer. Nadat deze een snelheid van 50-60 cm per dag had bereikt, werd een waarschuwing uitgegeven dat een ijsmassa van 250.000 m3 zou kunnen afbreken. Op 24 september 2019 besloot de burgemeerster van de gemeente Courmayeur, waar Planpincieux en Val Ferret onder vallen,  de bevolking in het risicogebied beneden de gletsjer te evacueren en de toegangswegen naar het gebied af te sluiten. Hetzelfde gebeurde opnieuw op 5 augustus 2020.